# Дискография Guns N’ Roses
Guns N' Roses — американская хард-рок группа, сформированная в Лос-Анджелесе, Калифорния в 1985 году. Выпустила 6 студийных альбомов завоевала свою популярность в конце 1980-х — начале 1990-х годов. Это одна из самых успешных рок-групп в истории. Общемировой тираж пластинок составил более 150 миллионов копий.

## Альбомы

### Студийные альбомы
| Год  | Альбом                                                                             | Сертификация |
| 1987 | Appetite for Destruction - Выпущен: 21 июля - Лейбл: Geffen - Форматы: CD, LP, CS  | 30 800 000   |
| 1988 | G N' R Lies - Выпущен: 29 ноября - Лейбл: Geffen - Форматы: CD, LP, CS             | 6 000 000    |
| ---- | ---------------------------------------------------------------------------------- | ------------ |
| 1991 | Use Your Illusion I - Выпущен: 17 сентября - Лейбл: Geffen - Форматы: CD, LP, CS   | 16 200 000   |
| 1991 | Use Your Illusion II - Выпущен: 17 сентября - Лейбл: Geffen - Форматы: CD, LP, CS  | 14 800 000   |
| 1993 | The Spaghetti Incident? - Выпущен: 23 ноября - Лейбл: Geffen - Форматы: CD, LP, CS | 6 000 000    |
| 2008 | Chinese Democracy - Выпущен: 23 ноября - Лейбл: Geffen - Форматы: CD, LP, DL       | 2 500 000    |

## Концертные альбомы
| Год  | Альбом            | Сертификации |
| ---- | ----------------- | ------------ |
| 1999 | Live Era: '87-'93 | 2 млн        |

### Сборники
| Год  | Альбом                                      | Сертификация |
| ---- | ------------------------------------------- | ------------ |
| 1998 | Use Your Illusion                           | 1 млн        |
| 2004 | Greatest Hits                               | 38 млн       |
| 2018 | Appetite for Destruction: Locked and Loaded |              |

## Мини-альбомы
| Год  | Альбом                                                                                          | Комментарии                               |
| 1986 | Live ?!*@ Like a Suicide - Выпущен: 16 декабря 1986 - Лейбл: UZI Suicide (USR-001) - Формат: LP | - Издавался только в США - 10 тысяч копий |
| 1988 | EP (Live from the Jungle) - Выпущен: 11 мая 1988 - Лейбл: Geffen (25XD-977) - Форматы: LP, CD   | - Издавался только в Японии               |
| ---- | ----------------------------------------------------------------------------------------------- | ----------------------------------------- |

## Синглы
| Год  | Синглы                      | Сертификация |
| 1987 | «It’s So Easy»              | -            |
| 1987 | «Welcome to the Jungle»     | 600 тысяч    |
| 1988 | «Sweet Child o' Mine»       | 2 млн        |
| 1988 | «Paradise City»             | 100 тысяч    |
| 1989 | «Patience»                  | 1,6 млн      |
| 1989 | «Nightrain»                 | -            |
| 1991 | «You Could Be Mine»         | 1,5 млн      |
| 1991 | «Don’t Cry»                 | 1,5 млн      |
| 1991 | «Live and Let Die»          | -            |
| 1992 | «November Rain»             | 4,6 млн      |
| 1992 | «Knocking on Heaven’s Door» | 500 тысяч    |
| 1992 | «Yesterdays»                | -            |
| 1993 | «Civil War»                 | -            |
| 1993 | «Ain’t in Fun»              | -            |
| 1994 | «Estranged»                 | -            |
| 1994 | «Since I Don’t Have You»    | -            |
| 1994 | «Sympathy For Devil»        | 500 тысяч    |
| 2008 | «Chinese Democracy»         | -            |
| 2018 | «Shadow of Your Love»       | -            |
| ---- | --------------------------- | ------------ |

## Видеоклипы
| Год  | Видео                                                  | Режиссёр(ы)                                             |
| 1987 | «It’s So Easy» (неизданный)                            | Найджел Дик                                             |
| 1987 | «Welcome to the Jungle»                                | Найджел Дик                                             |
| 1987 | «Sweet Child o' Mine»                                  | Найджел Дик                                             |
| 1987 | «Sweet Child o' Mine» (альтернативный)                 | Найджел Дик                                             |
| 1988 | «Paradise City»                                        | Найджел Дик                                             |
| 1989 | «Patience»                                             | Найджел Дик                                             |
| 1991 | «Mr. Brownstone» (неизданный)                          | Марк Ракко                                              |
| 1991 | «My Michelle» (неизданный)                             | Марк Ракко                                              |
| 1991 | «You Could Be Mine» (неизданный)                       | Марк Ракко                                              |
| 1991 | «You Could Be Mine» (версия Терминатор 2: Судный день) | Марк Ракко Джеффри Эбельсон Энди Морахэн Стэнли Уинстон |
| 1991 | «Don’t Cry» (оригинальная версия)                      | Энди Морахэн                                            |
| 1991 | «Don’t Cry» (c альтернативной лирикой)                 | Энди Морахэн                                            |
| 1991 | «Live and Let Die»                                     | Джош Ричман                                             |
| 1992 | «November Rain»                                        | Энди Морахэн                                            |
| 1992 | «Knockin' on Heaven’s Door» (вживую)                   | Энди Морахэн                                            |
| 1992 | «Yesterdays»                                           | Энди Морахэн                                            |
| 1992 | «Garden of Eden»                                       | Энди Морахэн                                            |
| 1993 | «The Garden»                                           | Дель Джеймс                                             |
| 1993 | «Dead Horse»                                           | Неизвестный                                             |
| 1993 | «Civil War» (вживую)                                   | Неизвестный                                             |
| 1993 | «Estranged»                                            | Энди Морахэн                                            |
| 1994 | «Since I Don’t Have You»                               | Санте Д’Оразио                                          |
| 2009 | «Bad Apples»                                           | Энди Морахэн                                            |
| 2009 | «Better» (слит в 2012 году)                            | Дэйл Рестегини                                          |
| ---- | ------------------------------------------------------ | ------------------------------------------------------- |